# Southern Hospitality (пісня)
Southern Hospitality — другий сингл американського репера Ludacris з альбому Back for the First Time, випущений 2 січня 2001 року. Спродюсували пісню The Neptunes. Пісня дебютувала на 86 місці Billboard Hot 100, а потім досягнула 23 місця.

## Комерційний успіх
«Southern Hospitality» досяг 5-го місця в реп-чарті Billboard і 6-го в R&B/хіп-хоп-чарті. У Billboard Hot 100 він дебютував на 86 місці, а через кілька місяців досяг 23 місця.

## Музичне відео
Відеокліп на пісню зняв Джеремі Ралл. У відео присутні камео Lil Jon, Jazze Pha, Scarface і Too Short.
Музичне відео починається з килимка з написом «Welcome to Atlanta», через який Ludacris та його друзі виходять з дому. Потім вони сідають у машини і починають роз'їжджати вулицями де бачать жінок. Щойно Лудакріс із компанією під'їжджають усі навколо починають танцювати.

## Чарти

### Щотижневі чарти
| Чарт (2001)                             | Найвища позиція |
| --------------------------------------- | --------------- |
| США (Billboard Hot 100)                 | 23              |
| США (Hot R&B/Hip-Hop Songs) (Billboard) | 6               |
| США (Rap Songs) (Billboard)             | 5               |
| США (Rhythmic) (Billboard)              | 10              |

### Річні чарти
| Чарт (2001)                          | Позиція |
| ------------------------------------ | ------- |
| US Billboard Hot 100                 | 77      |
| US Hot R&B/Hip-Hop Songs (Billboard) | 25      |